# 翁角路駅
翁角路駅（おうかくろえき、閩南語:Ong-kak-lō͘ tsām）は、中華人民共和国福建省廈門市海滄区霞飛路と翁角路の交差点にある、廈門軌道交通2号線の駅である。

## 歴史
- 2019年12月25日2号線の駅として開業。

## 駅構造

### のりば
| 番線 | 路線              | 方面                            | 行先        |
| ---- | ----------------- | ------------------------------- | ----------- |
|      | 廈門軌道交通2号線 | 新陽大道・馬鑾中心・東孚 方面   | 天竺山 行き |
|      | 廈門軌道交通2号線 | 東宅・五通・湿地公園・鍾宅 方面 | 五縁湾 行き |

## 隣の駅
廈門軌道交通
■2号線
馬青路駅 - 翁角路駅 - 新垵駅